# Ohrazenice (okres Příbram)
Ohrazenice (německy Wochrasenitz) jsou obec v okrese Příbram ve Středočeském kraji, asi 11 km severozápadně od Příbrami. Žije zde 310 obyvatel.

## Historie
První písemná zmínka o vesnici pochází z roku 1370.

## Přírodní poměry
Do katastrálního území Ohrazenice v Brdech zasahuje část přírodní rezervace Koníček.

## Obecní správa

### Části obce
- Ohrazenice (k. ú. Ohrazenice u Jinec a Ohrazenice v Brdech)

Součástí obce je také základní sídelní jednotka Evženov a Ohrazenice v Brdech. K obci také patří Na Luhu a Karlovka.
Sousedními obcemi sídla jsou Křešín a Jince.
V souvislosti se zánikem vojenského újezdu Brdy bylo k 1. lednu 2016 k obci připojeno katastrální území Ohrazenice v Brdech, které vzniklo k 10. únoru 2014. Toto území má rozlohu 3,109 196 km² a je zde evidováno 0 budov a 0 obyvatel.

### Územněsprávní začlenění
Dějiny územněsprávního začleňování zahrnují období od roku 1850 do současnosti. V chronologickém přehledu je uvedena územně administrativní příslušnost obce v roce, kdy ke změně došlo:
- 1850 země česká, kraj Praha, politický i soudní okres Hořovice[6]
- 1855 země česká, kraj Praha, soudní okres Hořovice
- 1868 země česká, politický i soudní okres Hořovice
- 1939 země česká, Oberlandrat Plzeň, politický i soudní okres Hořovice[7]
- 1942 země česká, Oberlandrat Praha, politický okres Beroun, soudní okres Hořovice[8]
- 1945 země česká, správní i soudní okres Hořovice[9]
- 1949 Pražský kraj, okres Hořovice[10]
- 1960 Středočeský kraj, okres Příbram
- 2003 Středočeský kraj, okres Příbram, obec s rozšířenou působností Příbram

## Doprava

### Dopravní síť
Do obce vedou silnice III. třídy. Železniční trať ani stanice či zastávka na území obce nejsou.

### Autobusová doprava 2024
Do obce nevede žádná autobusová linka.

## Turistika
Osadou Evženov vede modře značená turistická trasa Komárov – Felbabka – Jince – Buková u Příbramě.

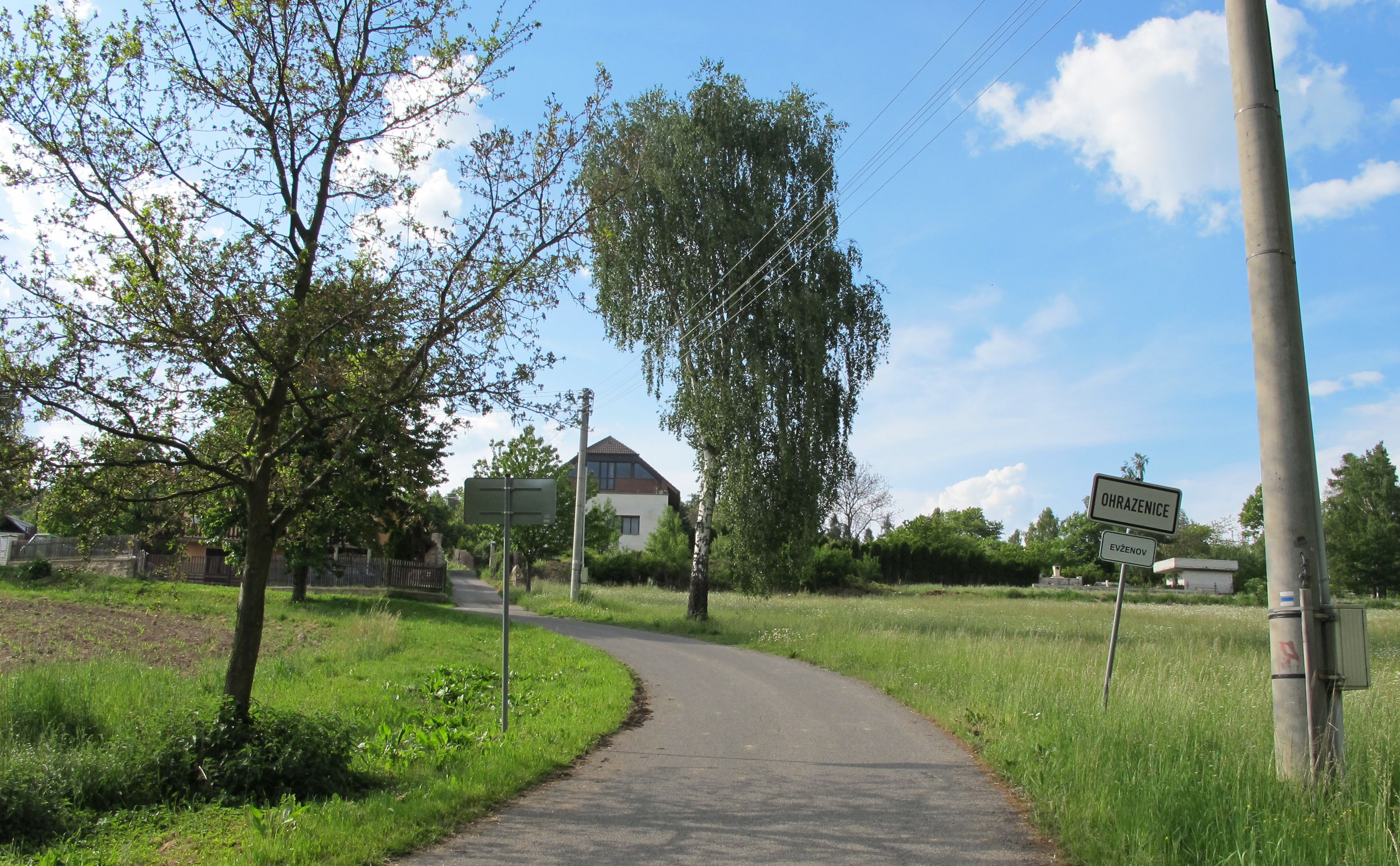
Evženov – část Ohrazenic